# Mamadou Sylla
Pour les articles homonymes, voir Sylla (homonymie).
Mamadou Sylla né en 1960 à Boké, est un homme d'affaires et un leader politique guinéen.
Il est président de l'Union démocratique de Guinée (UDG) et chef de file de l'opposition en 2020.

## Biographie
Président directeur général de la holding Futurelec.
Proche de l'ancien président Lansana Conté décédé en décembre 2008, il bénéficie de nombreux contrats avec l'État, et serait l'homme le plus riche du pays.
En 2007, une grève générale est déclenchée par les principaux syndicats pour protester contre la libération par le président de la République Lansana Conté de Mamadou Sylla, poursuivi pour détournement de deniers publics, faux et usage de faux et émission de chèques sans provision au détriment de la Banque centrale de la république de Guinée,.
En septembre de la même année, il doit quitter le PUP, parti dont il était le président d'honneur.
Mamadou Sylla se présente à l'élection présidentielle de 2010 ; il n'obtient que 0,5 % des voix. Lors du congrès électif de son parti le 19 janvier 2025, il obtient 76,89 % de voix pour un nouveau mandat de cinq ans.